# Aphaena relata
Aphaena relata är en insektsart som beskrevs av William Lucas Distant 1906. Aphaena relata ingår i släktet Aphaena och familjen lyktstritar. Inga underarter finns listade i Catalogue of Life.